# Arabian dance
Arabian danceは、THE PREDATORSのシングルである。2018年1月10日発売。

## 概要
- 2年半ぶりに再始動したTHE PREDATORSの会場・通販限定シングルであり、このシングルとともにArabian dance tour を行った。
- 今作はG-DIRECTでの通販、Arabian dance tour での会場限定シングルとしてリリースされた。

## 収録曲

### CD
- 全作詞: 山中さわお
- 5〜9はROCK'N'ROLL PANDEMIC TOURでのライブ音源

1. Arabian dance
作曲：JIRO
2. Spooky trouble
作曲：高橋宏貴
3. TRADE
作曲：山中さわお
4. Trinity
作曲：山中さわお
5. Nightless City
6. BRAIN CALLY
7. TRIP ROCK
8. 爆音ドロップ
9. Typhoon Jenny

### DVD
1. Arabian dance[Music Video]
2. Arabian dance MV Making
3. Members Interview